# Milo Moiré

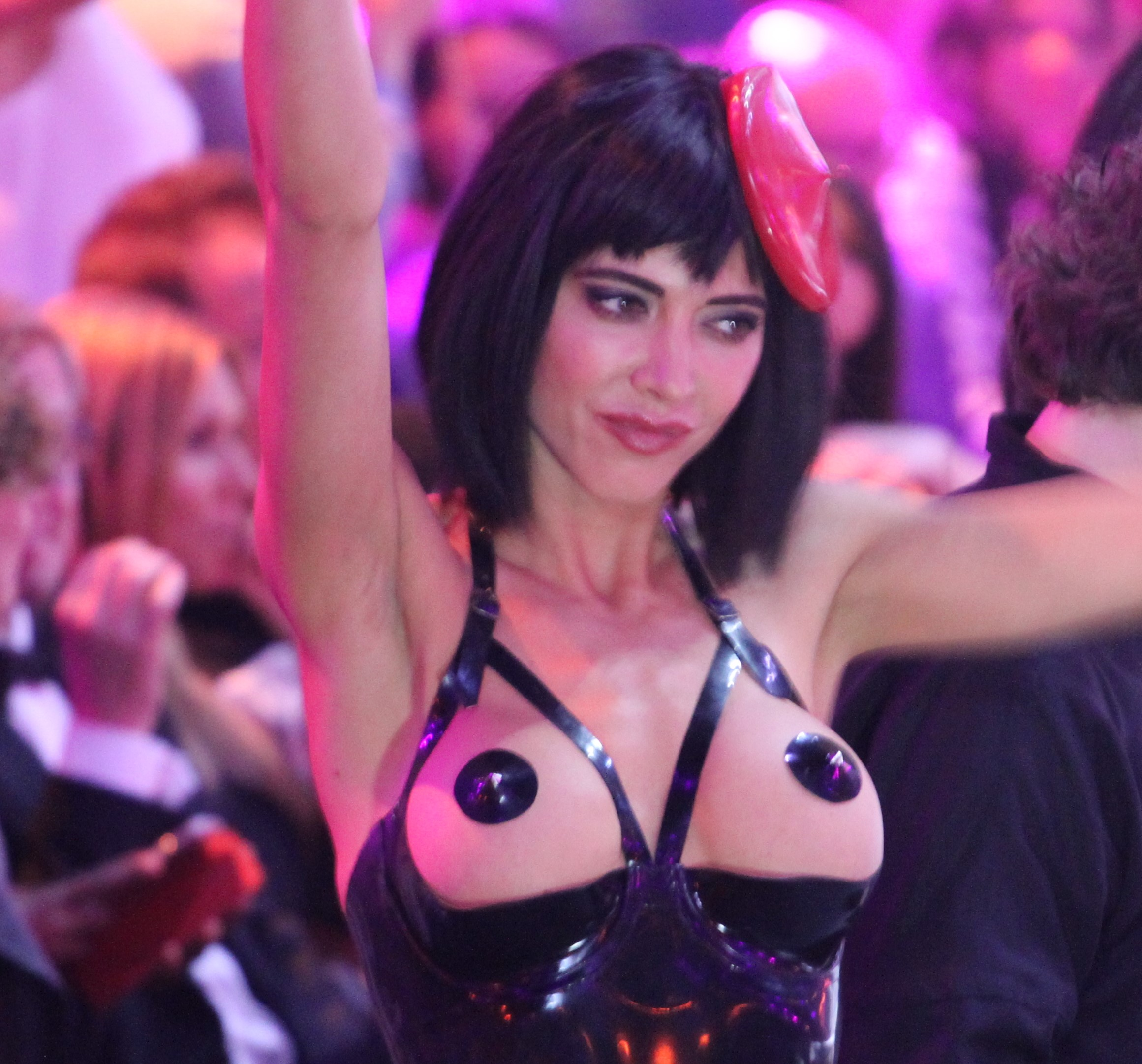
Milo Moiré

Milo Moiré, pseudonimo di Sue Pruzina (Lucerna, 9 maggio 1983), è un'artista, modella e attrice pornografica svizzera, che, per realizzare le sue performance o posare per opere pittoriche o fotografiche altrui, utilizza spesso il suo corpo in totale nudità.

## Biografia
Di origine slovacca e spagnola, Sue Pruzina (che, fin dalle sue prime esibizioni performative, adotterà lo pseudonimo di Milo Moiré) è nata nel 1983 in Svizzera, dove si è diplomata in disegno e pittura nel 2002 e si è laureata in psicologia nel 2011 all'Università di Berna. Ha iniziato come reginetta di bellezza, valletta televisiva e modella e poi come pittrice d'ispirazione espressionista e surrealista, sulle orme di artisti - perlopiù di area nordeuropea - come Francis Bacon, Hans Ruedi Giger, Frida Kahlo, Käthe Kollwitz, Maria Lassnig ed Edvard Munch; finché, nel 2007, durante una vacanza a Tenerife, l'ascolto di un'intervista radiofonica alla celebre performer Marina Abramović non l'ha indotta a esibirsi a sua volta, già pochi mesi dopo, come artista performativa, attività che ha intrapreso a tempo pieno nel 2011.
Attualmente vive e lavora a Düsseldorf, in Germania, insieme al suo compagno ed agente, il fotografo Peter H. Hergarten (alias Peter Palm), di cui è anche musa ispiratrice, collaboratrice e modella. Oltre che dall'esempio di Abramović, Moiré sostiene di aver tratto ispirazione soprattutto dalle idee e realizzazioni del movimento Fluxus e in particolare di Joseph Beuys, che era attivo proprio a Düsseldorf, mentre, per quanto riguarda i contenuti pornografici delle sue performance, le sue fonti d'ispirazione dichiarate sono anglosassoni: le "ragazze perdute" (Lost Girls) dei fumetti di Alan Moore e i lavori di Paul McCarthy, Valie Export e Carolee Schneemann.
Nel 2015 a Parigi è stata trattenuta per alcune ore dalla polizia per essersi offerta di farsi fotografare nuda con chiunque volesse fare un "selfie" con lei in Place du Trocadéro. Nel giugno 2016 a Londra è stata sottoposta a fermo di polizia per 24 ore, processata e multata per "atti osceni in luogo pubblico" perché, per eseguire la sua performance "Mirror Box", si lasciava tastare il seno e masturbare dai passanti in Trafalgar Square.
Negli ultimi anni Moiré ha diffuso a pagamento sul suo sito web, nonché su piattaforme specializzate come OnlyFans, contenuti puramente pornografici, privi di originalità e senza alcuna pretesa artistica. Si tratta infatti di filmati espliciti di rapporti omosessuali (lesbismo) ed eterosessuali (sesso orale e vaginale), ripresi in maniera del tutto convenzionale e realizzati a puro scopo commerciale.

## Opere principali
- The Script System #1 (2013) - performance, ispirata alla teoria degli script della psicologia cognitiva, in cui Milo Moiré viaggia nuda sul tram e in metropolitana a Düsseldorf, indossando solo occhiali, una borsa a tracolla e scarpe coi tacchi, mentre i nomi (in inglese americano) degli indumenti sono dipinti in nero sulle parti corrispondenti del suo corpo[9][10]. Nel 2014 l'artista tenta di entrare nei locali della Fiera d'arte moderna e contemporanea di Basilea "indossando" questa stessa mise (The Script System #2), ma, dato che la sua performance non figura tra le opere iscritte alla rassegna, viene invitata dai responsabili a recarvisi - ovviamente vestita - come semplice visitatrice[11]. I nomi degli indumenti sono stati dipinti sul corpo nudo della performer dall'artista Michel Ammann[12], dal cui atelier basilese Moiré è uscita in strada iniziando la sua performance.
- The Split Brain (La bruja de nieve) (2013) - performance - documentata con una ripresa video dal compagno e pigmalione Peter Palm - in cui Milo Moiré, il volto celato da una maschera dorata, danza e cammina nuda nottetempo su una via coperta di neve del quartiere Oberkassel di Düsseldorf. Nel video, le sequenze in cui l'artista "stregata" (da cui il titolo spagnolo della performance) emerge dalla neve e si aggira nella notte prima di tornare a "seppellirsi" nella coltre bianca, si alternano (donde il titolo inglese) a quelle in cui la stessa Moiré, sempre nuda ma ormai senza più maschera, esprime sofferenza mentre è immersa in una vasca da bagno[13].
- PlopEgg #1 - A Birth of a Picture (2014) - performance di action painting, realizzata di fronte all'edificio che ospita la Fiera internazionale dell'arte di Colonia, in cui Milo Moiré espelle dalla vagina, su una tela sottostante, degli ovuli riempiti di vernice acrilica "partorendo" un'opera astratta. Al termine della performance, la tela macchiata viene piegata in due e riaperta conferendo all'opera un aspetto simmetrico che, secondo l'artista, dovrebbe rappresentare «l'aspetto simbolico della casualità e il potere creativo della femminilità».[14][15]
- Mirror Box (2016) - L'8 gennaio 2016 Milo Moiré protesta pubblicamente contro le numerose aggressioni e molestie sessuali avvenute nel centro di Colonia una settimana prima, la notte di capodanno: si fa fotografare davanti al Duomo di Colonia mentre, completamente nuda, regge un cartello con la scritta (in tedesco) "Rispettateci! Non siamo prede da cacciare, neanche quando siamo nude!"[16]. Questa presa di posizione a favore della libertà sessuale femminile si tradurrà, alcuni mesi dopo, a Düsseldorf, ad Amsterdam e a Londra, in una vera e propria performance: "indossando" soltanto, all'altezza del busto o del bacino, una scatola con le pareti esterne rivestite di specchi e una videocamera all'interno, Moiré invita i passanti maggiorenni di ambo i sessi a palparle, per non più di 30 secondi, il seno o il sesso celato dalla scatola[17]. L'esibizione è un omaggio all'analoga performance Tapp- und Tastkino, realizzata tra il 1968 e il 1971 in dieci città europee dall'artista austriaca Valie Export.
- Dildomobile (2020) - In questa performance Milo Moiré percorre nuda, per circa un'ora, alcune strade dei dintorni di Düsseldorf a bordo di una "dildomobile", ossia di una bicicletta con un vistoso godemiché rosso al posto del sellino, in modo da esserne sessualmente stimolata durante l'esibizione. La performance è un omaggio al ciclismo, ma soprattutto alla femminilità: "una donna", spiega infatti l'artista sul proprio sito web[18], "può avere un orgasmo in qualsiasi luogo e in qualsiasi momento".